# Bulnes (stacja metra)
Bulnes – stacja metra w Buenos Aires, na linii D. Znajduje się pomiędzy stacjami Agüero, a Scalabrini Ortiz. Stacja została otwarta 29 grudnia 1938.